# Андрейково (Свердловская область)
Андрейково — деревня в Артинском городском округе Свердловской области. Входило в состав Свердловского сельского совета.

## География
Андрейково расположено по обоим берегам Карзи, в 25 километрах к юго-западу от посёлка городского типа Арти — административного центра района и городского округа. Расстояние до Екатеринбурга — 155 километров.

### Часовой пояс
Андрейково, как и вся Свердловская область, находится в часовой зоне МСК+2. Смещение применяемого времени относительно UTC составляет +5:00.

## Население
| 2002 | 2010 | 2021 |
| ---- | ---- | ---- |
| 305  | ↘259 | ↘217 |

## Инфраструктура
В Андрейкове улицы: Заречная и Эрыкана.

## Известные уроженцы
- Эрыкан Алексей Николаевич (Семёнов) — первый марийский писатель Урала[10].